# Oryxana suturalis
Oryxana suturalis är en insektsart som beskrevs av Melichar 1906. Oryxana suturalis ingår i släktet Oryxana och familjen sköldstritar. Inga underarter finns listade i Catalogue of Life.